# Lev Trocki
Lev »Lejba« Davidovič Trocki (pravi priimek Bronštejn; rusko Лев »Лейба« Дави́дович Тро́цкий / Бронштейн), ruski boljševik, marksist in politik, * 7. november (26. oktober, ruski koledar) 1879, vas Janovka, Jelisavetgradski okraj, Hersonska gubernija (danes Bereslavka, Kirovogradska oblast, Ukrajina), † 21. avgust 1940, Coyoacan pri Ciudadu de México, Mehika.

## Življenjepis
Trocki se je rodil judovskima staršema kot Lev Davidovič Bronštejn (Бронштейн) v današnji centralni Ukrajini. Oče ga je poslal na študij v Odeso, kjer se je izkazal kot izvrsten študent. V najstniških letih je postal član ljudske stranke in se začel zanimati za marksizem. Prvič so ga zaprli leta 1898 zaradi širjenja socialističnih idej, dve leti kasneje je bil izgnan v Sibirijo. V zaporu se je poročil z marksistko Aleksandro Sokolovsko, ki mu je v Sibiriji rodila hčerki Nino in Zinaido. Leta 1902 je s ponarejenim potnim listom pod imenom Trocki (tako je bilo ime glavnemu ječarju v Odesi, kjer je bil zaprt) iz Sibirije pobegnil v London. Povezal se je z Leninom in sodeloval pri revolucionarni reviji Iskra. Konec leta je spoznal Natalijo Sedovo, se leta 1903 drugič poročil in ostal z njo do smrti (v zakonu sta se jima rodila Lev in Sergej Sedov).
Večkrat je bil zaradi svojih revolucionarnih nazorov aretiran in izgnan, petnajst let je preživel v tujini. Leta 1917, po strmoglavljenju ruskega carja Nikolaja Romanova, se je vrnil v Rusijo in začel tesno sodelovati z Leninom in boljševiki. Bil je eden od glavnih organizatorjev oktobrske revolucije, ki je na oblast postavila boljševike (leta 1922 so ustanovili Sovjetsko zvezo). Trocki, Leninova desna roka, je postal ljudski komisar za zunanje zadeve, ustanovitelj in poveljnik Rdeče armade, ljudski komisar za obrambo in eden od ustanovnih članov politbiroja. Ko je leta 1924 Lenin umrl, je Stalin prevzel oblast in kmalu začel s čistkami. Trockega je izključil iz politbiroja in Komunistične partije ter ga izgnal. Azil je Trocki iskal v mnogih evropskih državah, nazadnje pa je z družino pobegnil v Mehiko, kjer ga je sprejel Diego Rivera.  
Po neuspešnem atentatu maja 1940 je sovjetskemu agentu Mercaderju 20. avgusta 1940 s cepinom Trockega uspelo umoriti. Njegove zadnje besede naj bi bile: »Tega napada ne bom preživel. Stalin je končno izpolnil nalogo, ki mu je prejšnjikrat spodletela.«

## Trockizem
Njegov nazor tvori temelj komunistične teorije trockizma.